# Ichneumonoidea
Super-famille
Ichneumonoidea, les Ichneumonoïdés, sont une super-famille d'hyménoptères parasites. Ils ont un corps allongé. Leurs antennes coudées sont composées de nombreux articles. La tarière des femelles peut atteindre de grandes tailles.

## Liste des familles
- famille Braconidae
- famille Eoichneumonidae
- famille Ichneumonidae
- famille Praeichneumonidae